# Hans-Günter Gnodtke
Hans Günter Gnodtke né le 27 avril 1948 à Büderich, est ambassadeur Allemagne .

## Biographie
Hans-Günter Gnodtke a passé le premier examen d'État en droit à la faculté de droit de l'Université Ruprecht-Karls à Heidelberg en 1972, s'est marié et est entré au service extérieur. De 1972 à 1975, il étudie au centre de formation du ministère fédéral des Affaires étrangères à Bonn. Il a été accrédité au Caire de 1975 à 1979 et à Londres de 1979 à 1983. De 1983 à 1987, il a été employé à Bonn. De 1987 à 1989, il a été ambassadeur de la République fédérale d'Allemagne à Maseru, Lesotho. De 1989 à 1992, il a été accrédité auprès de la représentation du gouvernement fédéral allemand au siège de l'ONU à New York. De 1992 à 1994, il a été employé à Bonn. De 1987 à 1989, il a été ambassadeur de la République fédérale d'Allemagne à Conakry, Guinée. De 1996 à 1999, il a été employé à Bonn. De 1999 à 2003, il a été l'adjoint de Paul von Maltzahn en tant qu'ambassadeur d'Allemagne au Caire. De 1987 à 1989, il a été ambassadeur de la République fédérale d'Allemagne à Khartoum, au Soudan. De 2005 à 2007, il a été chargé du dialogue avec le monde musulman au ministère des Affaires étrangères de Berlin. De 2007 à 2008, il a été employé à Ottawa en tant que consultant. À partir du 29 Il a été consul général à Sydney de juillet 2008 à juillet 2011. De septembre 2011 à 2013, il a travaillé comme ambassadeur au Zimbabwe.